# Ankerit
Az ankerit vas, magnézium és mangán tartalmú karbonátásvány. Gyenge minőségű vasérc. 1825-ben az osztrák Alpokban fedezte fel Wilhelm Haidinger bécsi geológusprofesszor és Mathias Joseph Ankerről, (1771–1843) a Grazi Egyetem ásványtani tanszékének professzoráról nevezte el.

## Kémiai összetétele
- Kalcium (Ca) = 19,4%
- Magnézium (Mg) = 3,5%
- Mangán (Mn) = 2,7%
- Vas (Fe) = 16,3%
- Szén (C) = 11,6%
- Oxigén (O) = 46,5%

## Keletkezése
Másodlagosan, hidrotermásan keletkezik gyakran szulfidokkal, ritkán arannyal együtt válik ki az oldatokból. Metaszomatikus képződésben is gyakori. Mállás és elszállítódás útján üledékes képződése is előfordul.
Kísérő ásványok: dolomit, magnezit és sziderit.
Hasonló ásványok: sziderit, dolomit és a kalcit.

## Előfordulása
Ausztria területén Stájerországban és Karintiában. Csehországban Pribram vidékén. Németország területén a Fekete-erdőben több helyen Baden-Württemberg tartományban és Freiberg vidékén. Angliában Lancashire környékén. Görögországban Attikán. Az Amerikai Egyesült Államok területén Dél-Dakota szövetségi államban.

### Magyarországi előfordulása
Az Erdősmecske területén lévő kőfejtőben kissé elváltozott gránitban találtak ankerittel és manganokalcittal kitöltött vékony telért. Borsod-Abaúj-Zemplén vármegyei Mályinka községtől déli irányban a sötétszürke vagy fekete színű mikrokristályos mészkövet helyenként ankerit erek hálózzák be más ásványkitöltések mellett. Recsken a Tarna pataktól északra egy néhol az1,0 m vastagságot elérő telér húzódik, melynek anyaga kalcit, kvarc és ankerit. Nagybörzsönyhöz tartozó ma már felhagyott ércbányában a Bezina-táró területén több helyen található. A mecseki Kővágószőlős és Bakonya területéhez tartozó érctartalmú üledékekben is megtalálható. Gánt területén a harasztosi bauxittelep aljában találtak ankerit előfordulást. Rudabánya különböző bányáiban a sziderittel együtt termelték is az ankeritet.